# Демократизация

Количество демократических государств в мире (балл 8 или выше по шкале Polity5). 1800—2018 года.

Демократиза́ция (англ. democratization, — в свою очередь, от демократия др.-греч. δημοκρατία — «власть народа») — процесс внедрения демократических принципов в политическую систему, культуру, стиль жизни и так далее.
В русской публицистике термин впервые использовался в конце XIX века Константином Леонтьевым, который под ним подразумевал переход общества от сословно-монархического к эгалитарному («бессословности») C 1980-х годов термин обычно используется для обозначения процесса перехода от авторитарной, тоталитарной и тому подобное политической системы к демократической.

## Причины
Американские экономисты Д. Ачемоглу и Дж. Робинсон выделяют следующие основные причины демократизации:
1. Рост богатства граждан страны. ВВП на душу населения коррелирует со степенью демократичности страны
2. Рост образованности граждан. Более образованные граждане в среднем более либеральны и более склонны поддерживать демократические ценности
3. Развитие среднего класса

## Исторические примеры
Великобритания
В 1688 году в результате Славной революции в Великобритании появился наделенный существенными полномочиями парламент. Этот парламент принял Билль о правах 1689 года, который наделил граждан правами и ограничил власть монарха.
США
В 1783 году Американская революция привела к созданию демократического государства на территории бывших британских колоний Северной Америки.
Франция
В истории Франции начиная с Великой французской революции было несколько демократических периодов (Первая, Вторая, Третья республики), чередовавшихся с относительно авторитарными периодами.
Япония
Ограниченный процесс демократизации начался в Японии в 1868 году с началом Периода Мэйдзи.
Германия
Демократизация наряду с декартелизацией, «денацификацией» и демилитаризацией была одним из основных принципов послевоенного устройства Германии. 
Россия
Первоначально данный термин был введен в оборот ЦК КПСС в период руководства М. С. Горбачёва. Курс на развитие «гласности» и «демократизацию всех сторон общественной жизни» был взят в 1986—1987 годах.
Термин «демократизация» понимался как процесс движения к демократии, без определения сроков и глубины восприятия системой демократических принципов. Демократическая оппозиция во главе с Б. Н. Ельциным требовала перехода от «демократизации» к демократическому режиму.

### После 1972 года

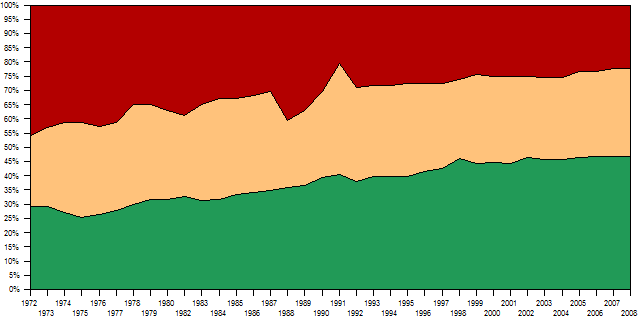
Доля демократических государств в мире (зелёный). Жёлтый и Красный — доля «частично свободных» и «несвободных» государств соответственно. 1972—2008 годах.

За период с 1972 по 2005 год в общей сложности 67 государств стали демократическими. В большинстве случаев процесс демократизации носил мирный характер.

## Демократизация в современном мире
По официальным заявлениям, демократизация всего мира провозглашается одной из основных целей внешней политики США, однако эти заявления вызывают серьёзную критику по всему миру. Такая направленность внешней политики обусловлена популярной в США теорией демократического мира, которая упоминается в выступлениях лидеров из обеих доминирующих партий.
Примерами успеха движения в сторону демократии считаются, в частности, «цветные революции» в Грузии, на Украине и др. странах

## Критика
В связи с субъективностью определения «демократичности» того или иного общества, а также с развитием политики двойных стандартов в современных условиях некоторые авторы называют демократизацию лишь ширмой при достижении целей, никак не связанных с демократией в обществе, а зачастую и противоречащих демократическим принципам.